# El Fiel contraste
El Fiel contraste es un conjunto escultórico creado por el escultor español Ramón Conde, situado en la ciudad española de Pontevedra. Se encuentra en la calle Alhóndiga, detrás de la Casa consistorial de Pontevedra, y fue inaugurado el 30 de abril de 2010.

## Historia
El conjunto escultórico se ubica en el lugar donde en la Edad Media se encontraba la Alhóndiga o mercado municipal de grano. La estatua central recuerda al funcionario medieval (contratado por el ayuntamiento) que, a la entrada de la muralla de Pontevedra, cerca de la Torre Bastida, contrastaba fielmente con su balanza los pesos y medidas de las mercancías que se iban a vender en la ciudad.
Hasta el siglo XVI, la Alhóndiga estuvo situada donde hoy se encuentra la Casa consistorial de Pontevedra. A la entrada de la Alhóndiga, el Fiel Contraste era el encargado de comprobar los pesos y medidas de todas las mercancías que allí llegaban para ser vendidas. Los impuestos del mercado dependían de la comprobación del peso del pan o de los cereales o de las medidas del vino. La desaparición de esta profesión se produjo con la unificación de pesos y medidas propiciada por la administración borbónica, con la aparición del sistema métrico decimal y, finalmente, con la inauguración de la actual Casa consistorial en 1880.
El auge comercial y pesquero de Pontevedra había impulsado la celebración de mercados en la ciudad, destacando la Feira Franca concedida a Pontevedra en 1467 por el rey Enrique IV de Castilla, cuando la ciudad era el principal puerto de Galicia.

## Descripción
El grupo escultórico consta de cinco piezas. La pieza central de bronce es el Fiel contraste, que representa a un hombre hercúleo (característico de la obra de Ramón Conde) e intemporal, con el brazo izquierdo extendido sosteniendo una balanza en la mano. La estatua mide 1,93 metros de altura y pesa 300 kg. Sus fuertes rasgos denotan poder y autoridad en el ejercicio de su función de resolver los conflictos sobre el peso exacto de los productos en las ferias y mercados de la ciudad. 
Alrededor de esta estatua central hay cuatro piezas bidimensionales de acero corten en forma de siluetas o sombras que representan a personajes populares del mercado de una ciudad medieval, como vendedores con sus cestas delante o comerciantes en un día cualquiera en el mercado de una ciudad.
El grupo escultórico está valorado en 100 000 euros.

## Galería de imágenes

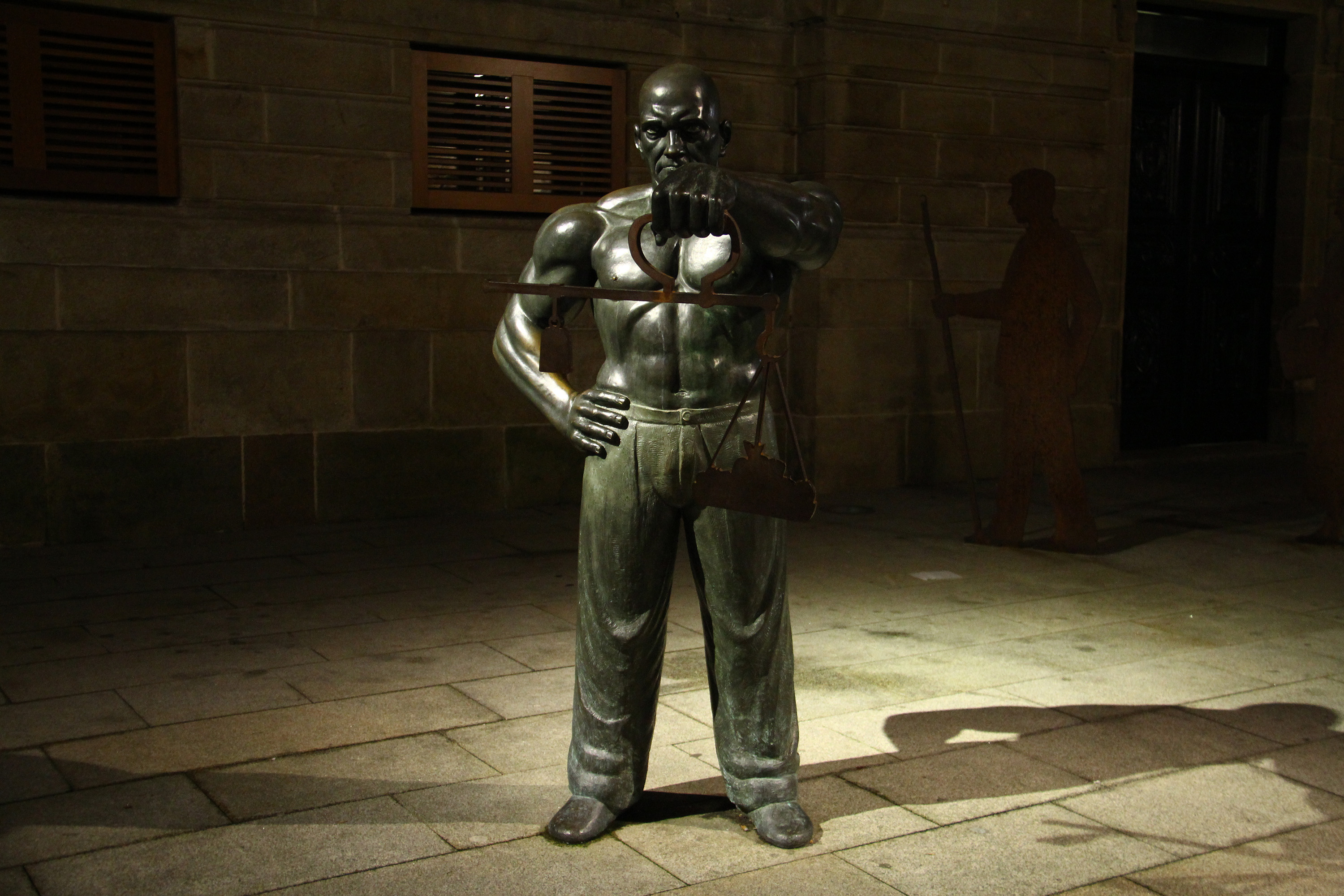
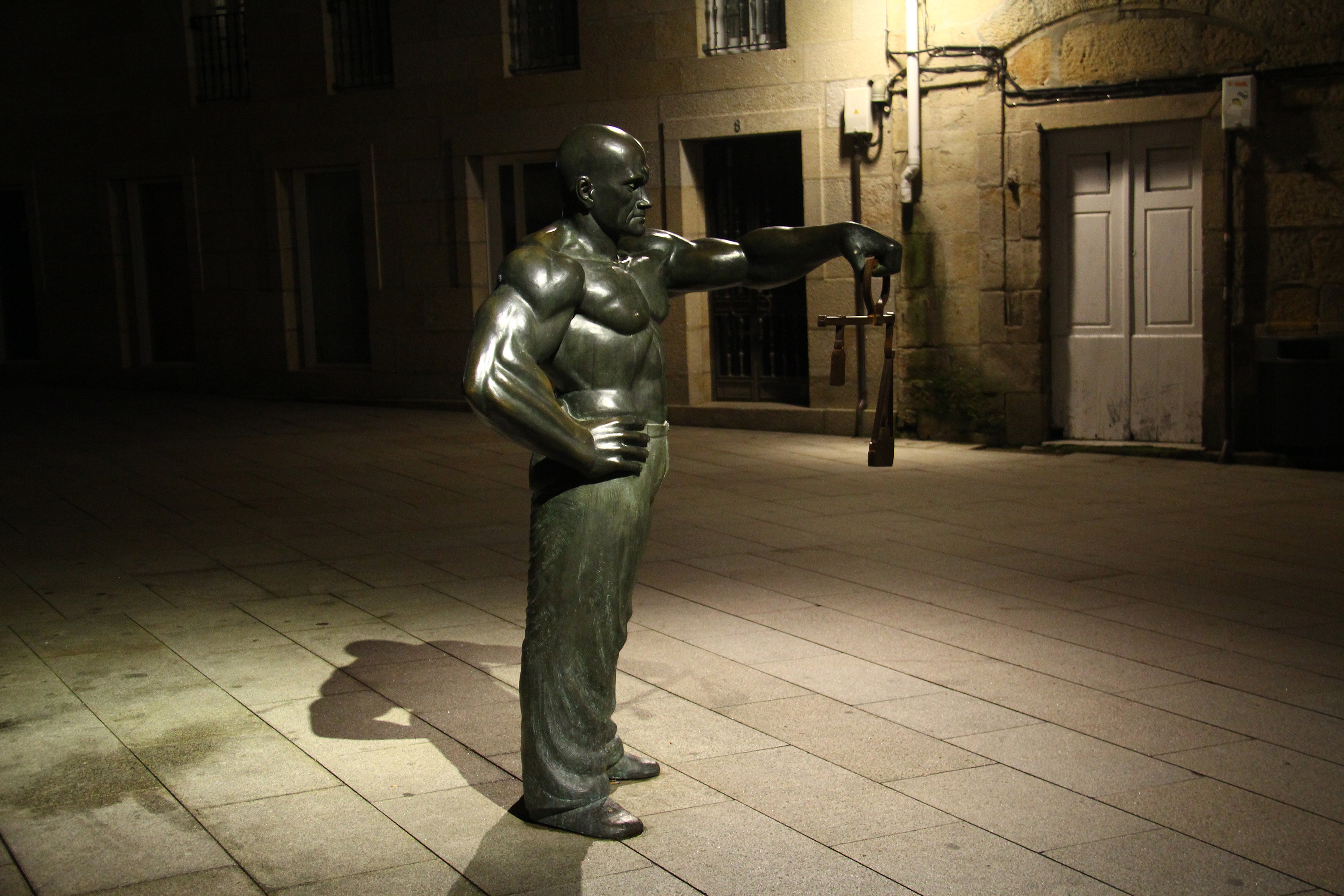
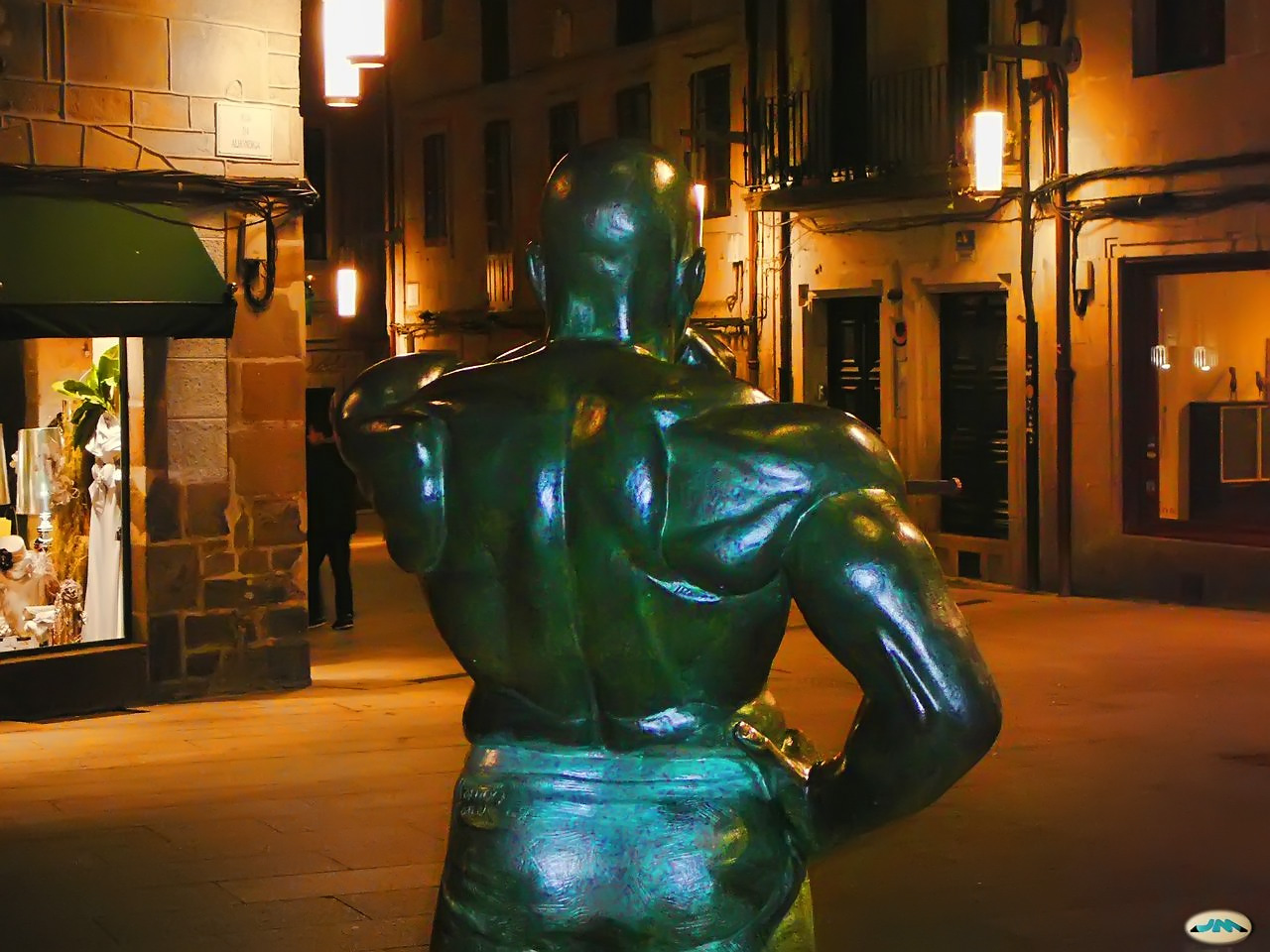
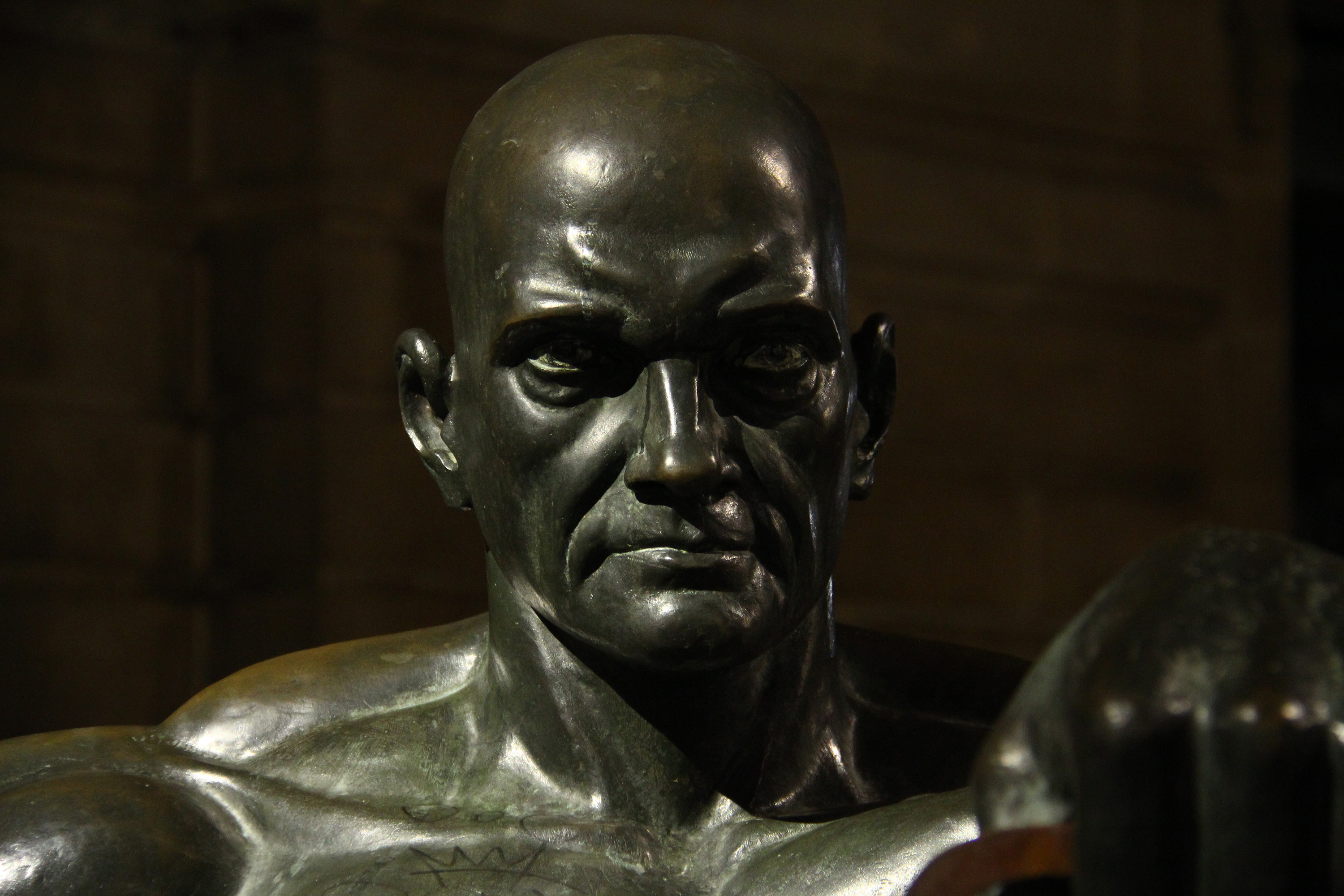
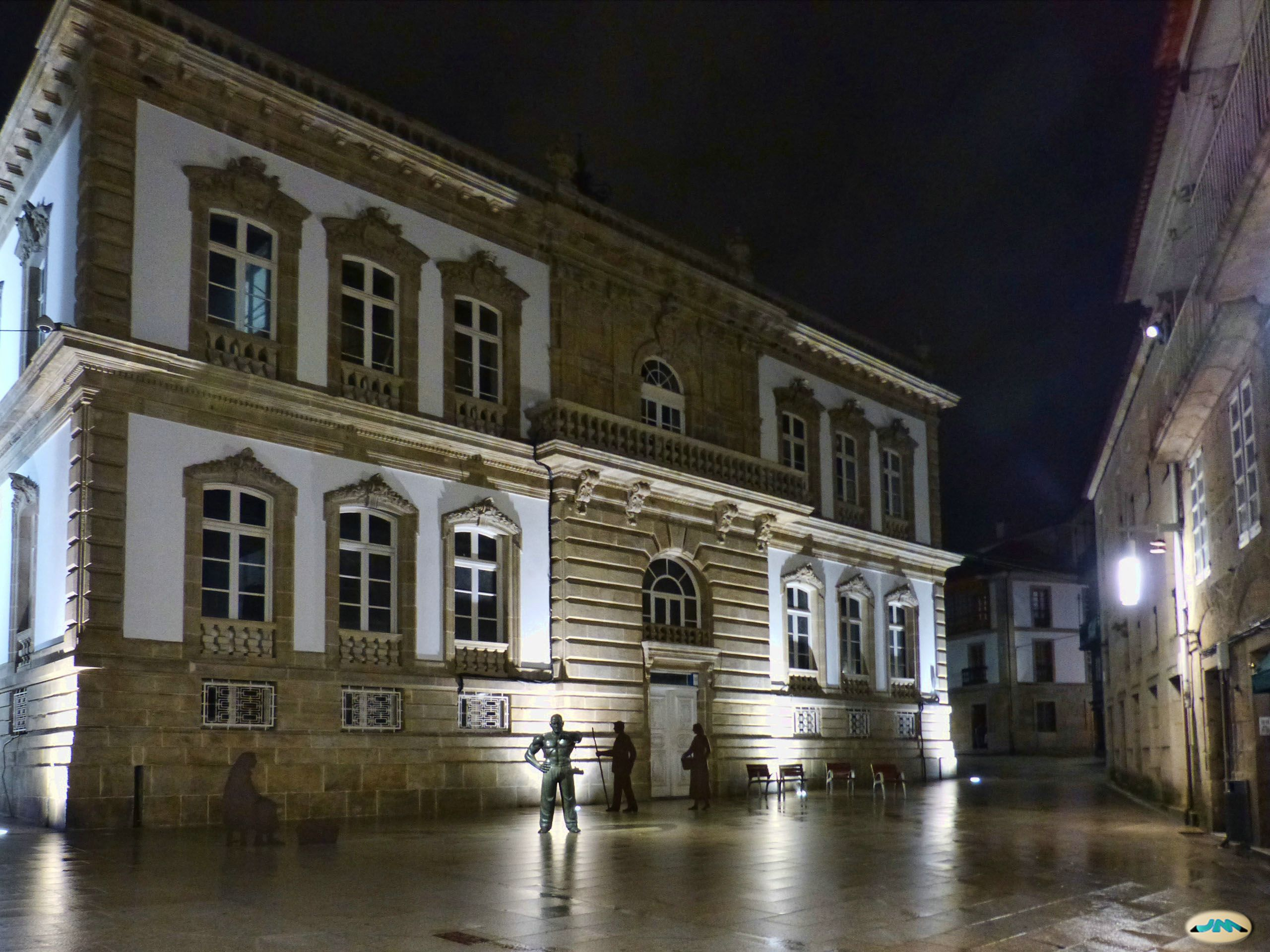
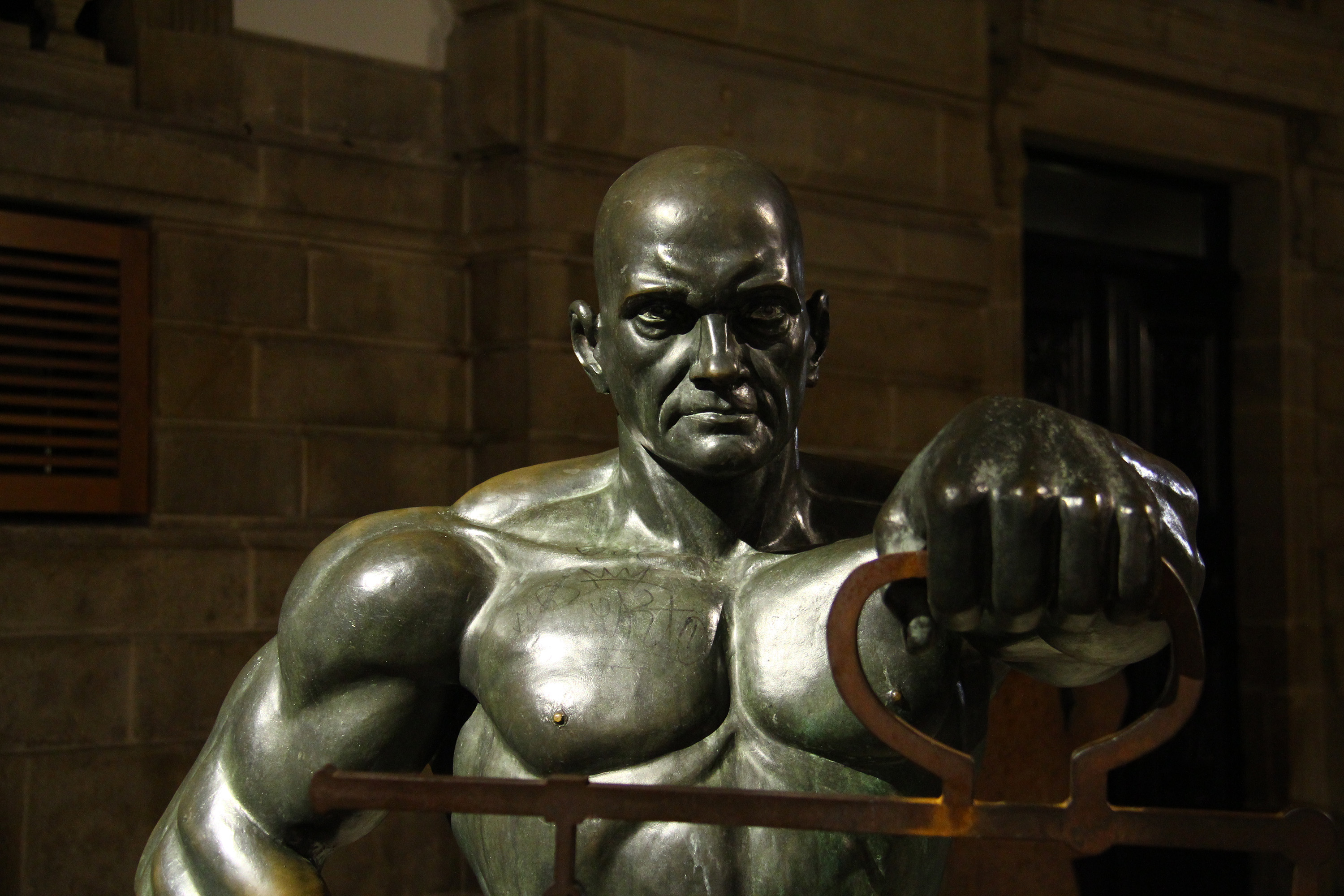
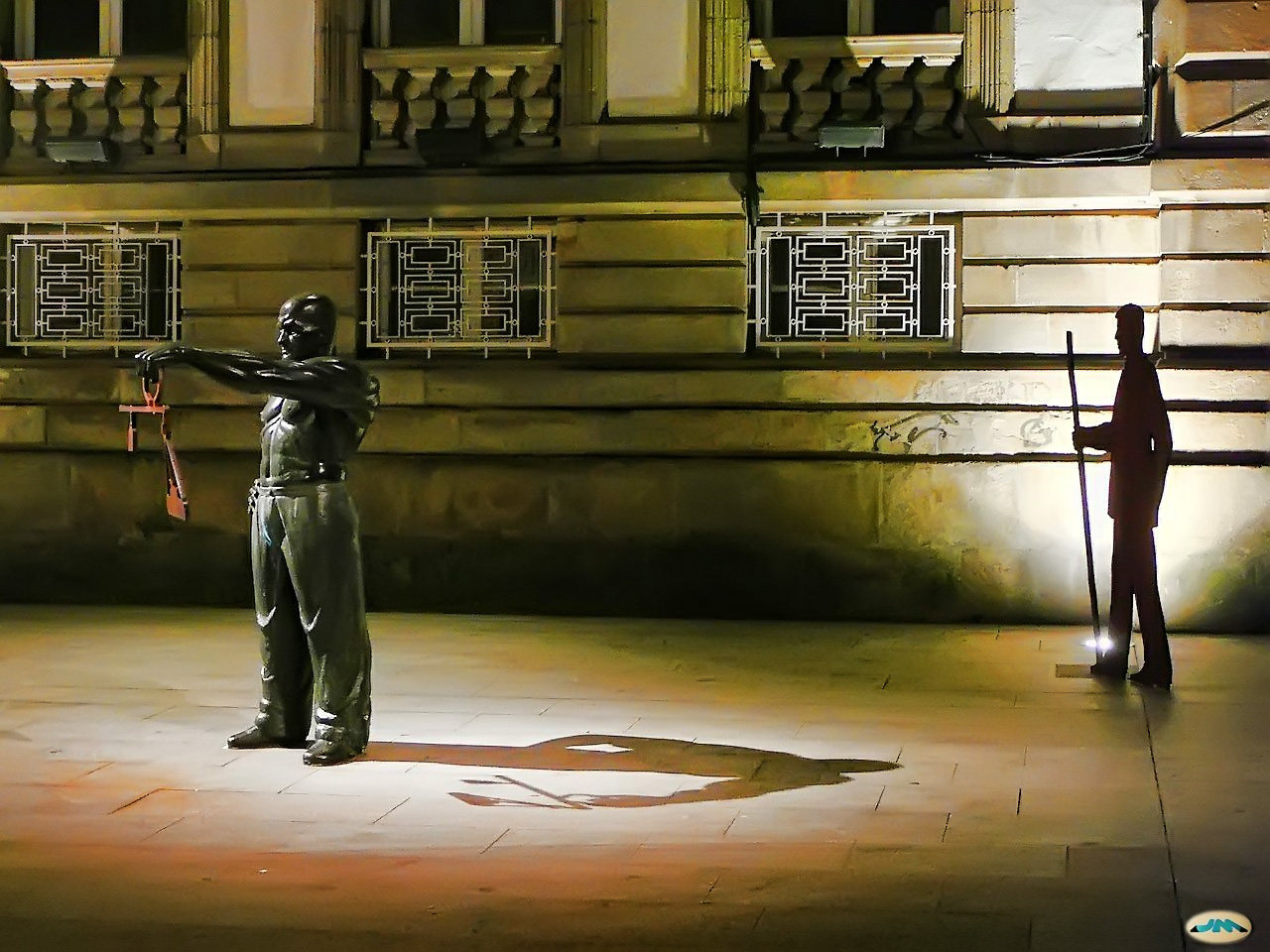
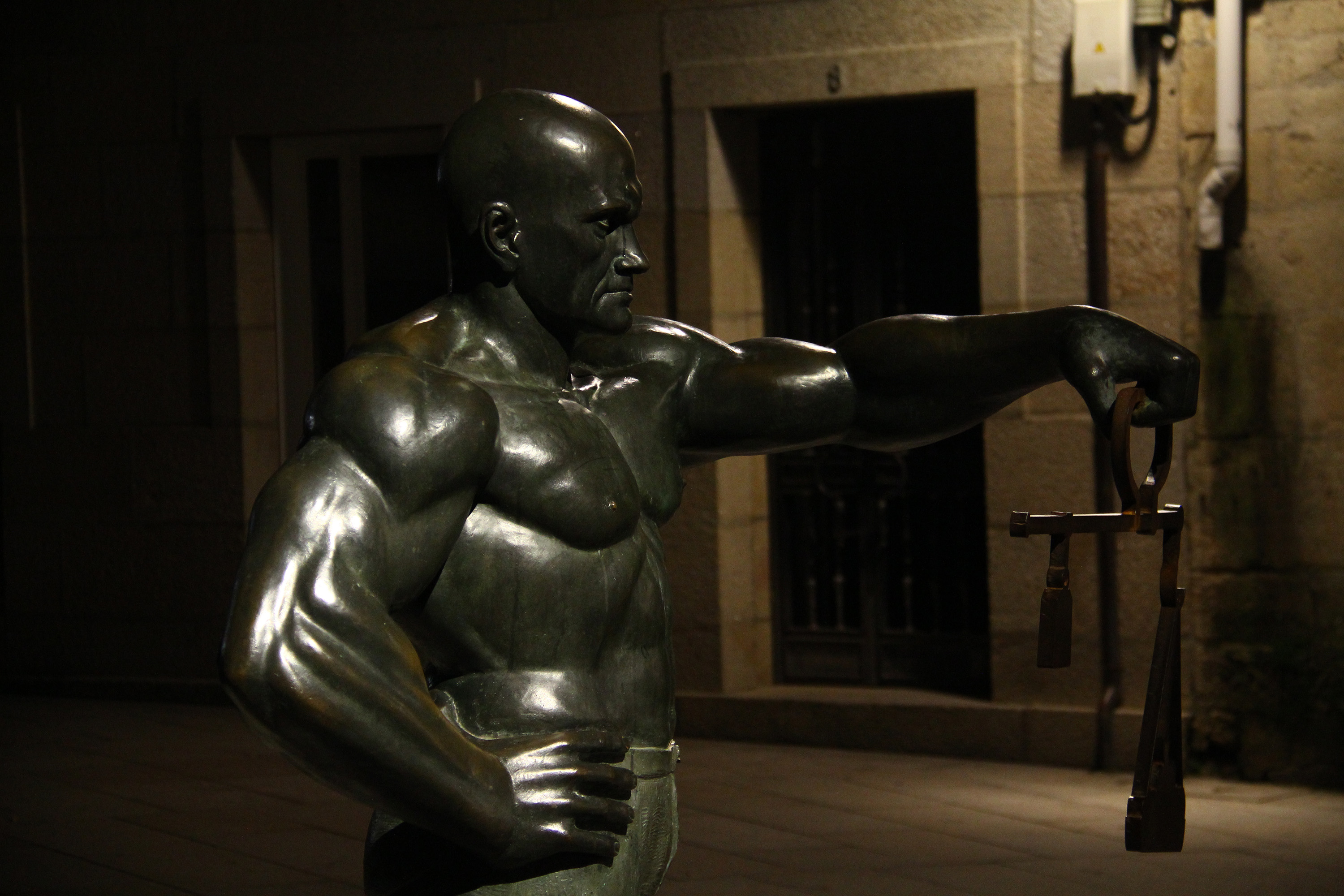
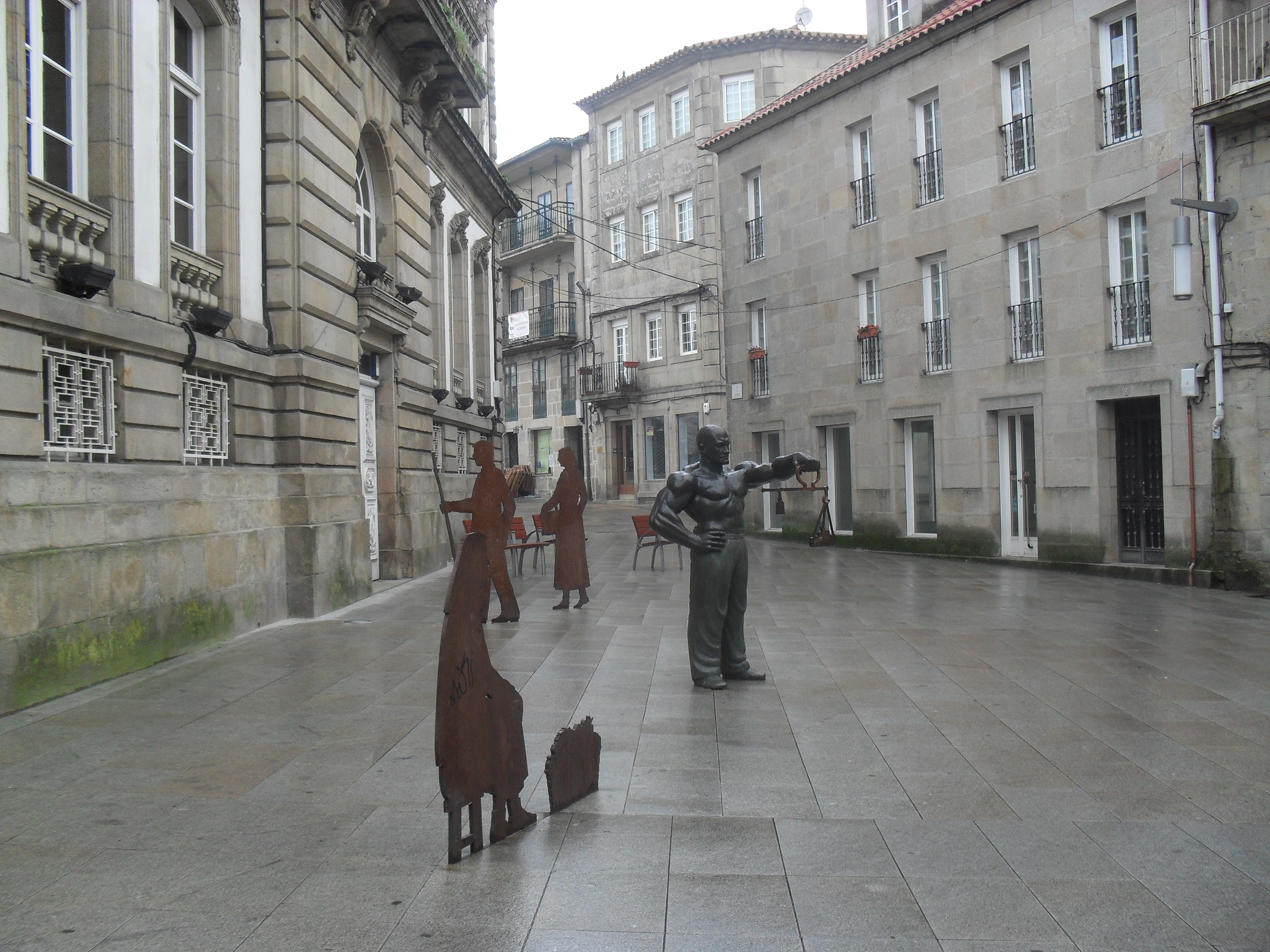
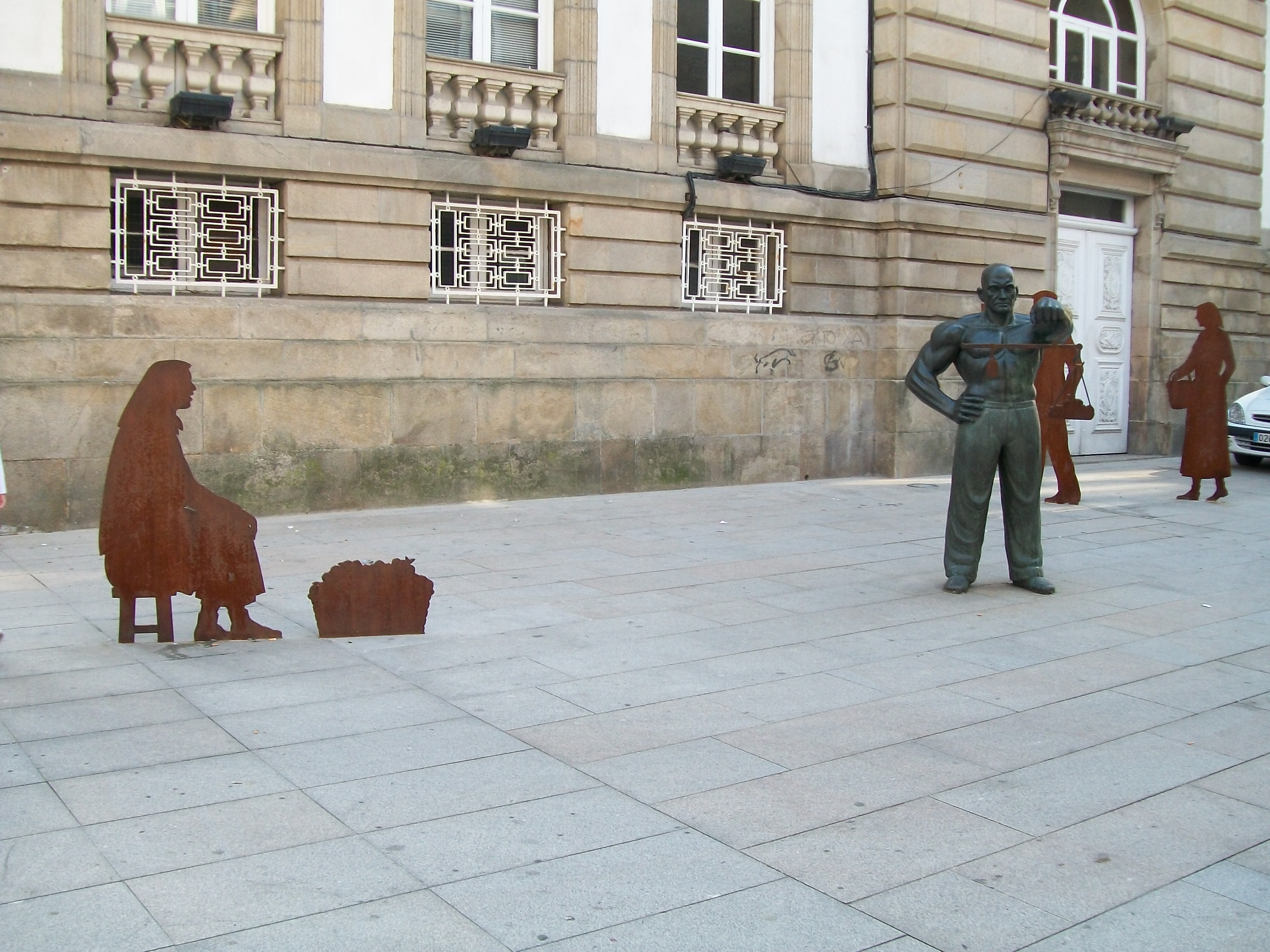
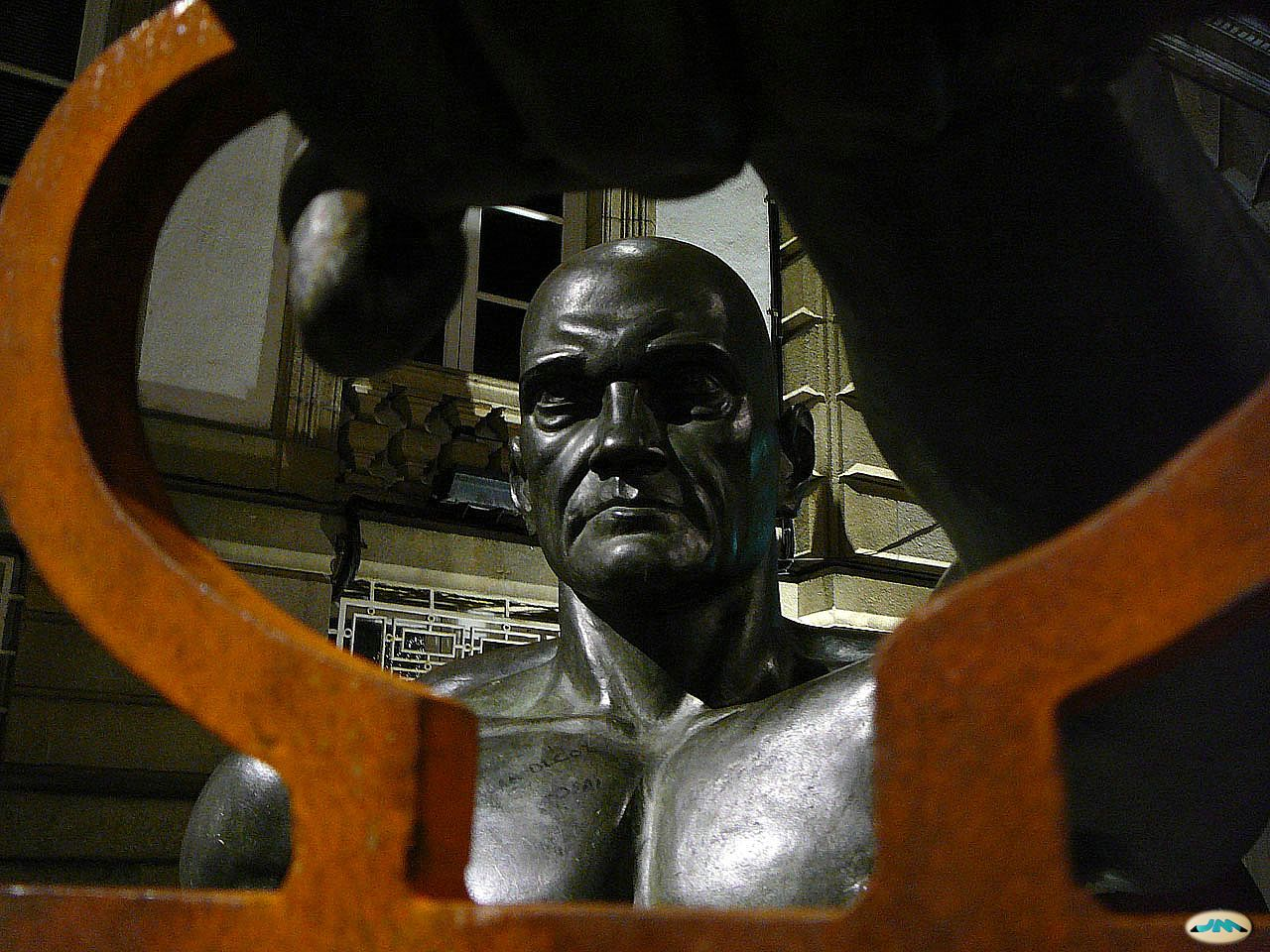